# Un musicien parmi tant d'autres
Pistes de Harmonium
De la chambre au salon
Un musicien parmi tant d'autres est une chanson du groupe de folk rock québécois Harmonium. Elle a été composée par Serge Fiori et publiée dans leur album éponyme de 1974. Il s'agit d'une des chansons les plus reconnues du groupe.

## Historique
En novembre 1973, ils sont invités à participer à l’émission Son Québec de CHOM-FM où ils interprètent, Pour un instant, Un musicien parmi tant d'autres et une chanson au titre similaire, qui ne sera jamais éditée en disque ou en cassette, Un refrain parmi tant d’autres.
Lors de la dernière journée d'enregistrement de leur album, Michel Normandeau et Serge Fiori sortent du Studio Tempo sur l'Avenue McGill College et recrutent une dizaine de volontaires parmi la foule du samedi sur la rue St-Catherine pour former les chœurs en vue de l'enregistrement de la finale de la chanson.

## Parutions et reprises
Cette chanson clôt le premier album du groupe. On la retrouve aussi sur Pure Laine, un disque compilation de chansons québécoises publié en 2005. Une version remixée est publiée sur la réédition du premier album du groupe le 6 décembre 2019.
La chanson prête son titre à l'album hommage à Serge Fiori sorti le 16 mai 2006 où elle y est incluse deux fois. La première est une interprétation de Boom Desjardins enregistrée spécialement pour ce projet et la seconde est enregistrée sur scène par Diane Dufresne dans une version inédite captée au stade olympique de Montréal le 23 juin 1977 lors du spectacle « Québec voici ta fête d'amour » à l'occasion de la Fête nationale.
Elle a également été diffusée au Canada anglais lorsqu'elle a été utilisée le 29 juin 2018 dans Bock et Biche, l'épisode six de la cinquième saison de la série télévisée anglophone Letterkenny (en).
En 2019, la finale de la chanson figure en clôture de Seul ensemble, la trame sonore du spectacle du Cirque Eloize.
En 2025, la chanson est adaptée avec la collaboration d'artistes autochtones afin d'être chantée dans la langue de chacune de ces onze communautés du Québec. La première de cette prestation devait avoir lieu lors des célébrations de la Fête nationale à Québec le 23 juin 2025 mais elles ont été annulées en raison de fortes intempéries. Le lendemain, la coda de la chanson a été chantée par les artistes et le public, cette fois à Montréal durant le spectacle de la St-Jean en hommage à Serge Fiori, mort durant la nuit. Le documentaire, Onze nations pour une chanson sera diffusé le 26 août sur ICI Télé et ICI TOU.TV.